# Sebastiano Rossi
Sebastiano Rossi (sinh ngày 20 tháng 7 năm 1964) là một cầu thủ bóng đá người Ý đã nghỉ hưu chơi ở vị trí thủ môn. Trong suốt 21 năm thi đấu chuyên nghiệp, ông đã chơi 346 trận tại Serie A, nổi bật nhất là ông đã gắn bó với A.C. Milan trong 12 mùa giải và đạt được thành công với 5 chức vô địch Serie A, 1 lần vô địch UEFA Champions League và 2 Siêu cúp châu Âu.

## Sự nghiệp

### Cesena
Ông gia nhập câu lạc bộ quê hương Cesena vào năm 1979 khi mới chỉ 15 tuổi. Trong mùa giải 1982-83, Rossi đã có trận đấu ra mắt khi đội bóng của ông gặp A.C. Forlì ở Serie C1 trong một trận đấu để tránh bị xuống hạng.
Sau hai mùa giải được cho mượn, ông trở lại Cesena để thi đấu ở Serie B 1987-88, và với việc chỉ thua có 5 trận, câu lạc bộ xứ Emilia-Romagna đã giành quyền lên chơi tại Serie A. Trong ba mùa giải sau đó, ông góp công không nhỏ giúp đội bóng trụ hạng tại Serie, trong đó là kết thúc ở vị trí thứ 12 tại mùa 1989-90. Trận bóng đầu tiên anh thi đấu tại Serie A là vào ngày 13 tháng 9 năm 1987 khi Cesena gặp S.S.C. Napoli.

### Millan
Sau mùa giải đầu tiên được thi đấu tại giải đấu hàng đầu của Ý, Rossi đã được A.C. Milan chú ý và muốn có ông trở thành một Rossoneri góp mặt trong đội hình Dream Team lúc bấy giờ đã thống trị bóng đá Ý suốt những năm 1990. Đến năm 1990, ông đã gia nhập đội bóng thành Milan. Trong mùa giải đầu tiên, ông vẫn phải dự bị cho Andrea Pazzagli, thủ thành sau đó đã rời Milan để tới Bologna F.C. vào mùa hè năm 1991.
Rossi sau đó đã phải nỗ lực trong việc tranh giành vị trí với Francesco Antonioli để là thủ thành chính thức của Milan và ông đã trở thành một phần của hàng phòng ngự huyền thoại của Milan cùng với Mauro Tassotti, Franco Baresi, Alessandro Costacurta và Paolo Maldini. Ông được coi là một trong những thủ môn xuất sắc nhất mọi thời đại. Tuy nhiên, ông đã không được chọn để cùng với đội tuyển Ý tham gia tại Giải vô địch bóng đá thế giới 1994 vì huấn luyện viên của đội tuyến quốc gia Ý lúc này là Arrigo Sacchi đã chọn ba thủ môn khác là Gianluca Pagliuca, Luca Marchegiani và Luca Bucci. Theo huấn luyện viên Sacchi, Rossi được thi đấu hai trận giao hữu quốc tế cuối năm 1994 nhưng đã không thành công, mặc dù nhiều chuyên gia coi ông sẽ là thủ thành dự bị hữu hiệu cho Pagliuca. Nhưng ông vẫn rất thành công khi là thủ thành dưới thời Fabio Capello ở cấp độ câu lạc bộ khi Milan bất bại 58 trận, giành Scudetto trong 5 mùa giải cũng như giành UEFA Champions League vào năm 1994.
Sau khi giúp đội bóng giành Scudetto vào năm 1996, Milan đã thảm hại sau đó khi chỉ giành vị trí thứ 11 trong năm 1997 và vị trí thứ 10 trong năm 1998 khi phong độ của Rossi sụt giảm và ông đã phải chiến đấu trong việc giành vị trí thi đấu với Massimo Taibi. Tại vòng đấu thứ 17 của mùa giải 1998-99, khi Milan đang dẫn A.C. Perugia Calcio với tỉ số 2-0 thì họ bị một quả phạt đền, khi Hidetoshi Nakata thực hiện thành công quả phạt đền thì đồng đội Cristian Bucchi bị Rossi tấn công từ phía sau khi cầu thủ này lấy bóng sau lưới. Hành động này khiến ông bị truất quyền thi đấu và sau đó là lĩnh án phạt cấm thi đấu 5 trận.
Sau khi giành vị trí thủ thành số một tại Milan trước Jens Lehmann vào mùa giải Serie A 1998-99, người mới chỉ được thi đấu được 5 trận sau đó đã phải rời câu lạc bộ để tới Borussia Dortmund, Sebastiano Rossi sau đó cũng đã mất vị trí trước Christian Abbiati, thủ thành sau đó đã được bắt chính để thay cho Rossi. Ông sau đó đã phải rời câu lạc bộ để tới thi đấu cho Perugia.

### Perugia
Sau mùa giải 2001-02, Rossi chuyển tới thi đấu cho Perugia, một đội bóng đang phải đương đầu với khủng hoảng thủ môn vào lúc bấy giờ. Ông có đóng góp khá quan trọng khi giúp đội bóng duy trì vị trí trong nhóm dẫn đầu trong mùa giải 2002-03. Sau một mùa giải thi đấu, ông đã giã từ sự nghiệp ở tuổi 39.
Ông sau đó có trận đấu cuối cùng với Milan tại San Siro, trong trận đấu cuối cùng dành cho Demetrio Albertini, người đồng đội của Rossi trong 11 mùa giải. Sau đó, ông được bổ nhiệm làm huấn luyện viên thủ môn trong đội trẻ của câu lạc bộ.

## Phong cách chơi bóng
Rossi là thủ môn cao lớn, mạnh mẽ và mạnh về thể lực, thi đấu tập trung, tự tin và luôn là người chỉ huy đồng đội trong việc theo kèm mục tiêu và hướng phòng ngự. Do phản ứng tốt, nhanh nhẹn và giữ vị trí tốt, nên ông là thủ thành giỏi trong việc cản phá các cú sút. Mặc dù có tài năng, nhưng ông bị chỉ trích bởi tính kiêu ngạo, nóng nảy và tranh cãi khiến trong suốt sự nghiệp ông bị nhiều thẻ phạt.
Rossi cũng được biết đến với khả năng di chuyển cũng như tốc độ khi cản phá các pha bóng ngoài vòng cấm địa.

## Dữ liệu
Sebastiano Rossi từng giữ kỷ lục khi là thủ môn không để lọt lưới lâu nhất trong một mùa giải, khi vào mùa giải Serie A 1993-94 ông đã có 929 phút giữ sạch lưới. Cụ thể là từ ngày 12 tháng 12 năm 1993 đến ngày 27 tháng 2 năm 1994, ông đã giữ sạch lưới trước khi bị đánh bại bởi cú sút xa của Igor Kolyvanov trong trận gặp Foggia. Ông đã vượt qua cột mốc đã được thiết lập trước đó của Dino Zoff trong mùa giải Serie A 1972-73. Kỷ lục này sau đó đã bị vượt bởi Gianluigi Buffon, người đã có 973 phút giữ sạch lưới cho Juventus trong mùa giải 2015-16. Ngoài ra, ông cũng là thủ môn đang giữ kỷ lục bị thủng lưới ít nhất khi trong 34 trận đấu, khi chỉ để lọt lưới 11 bàn.

## Thống kê câu lạc bộ
| Câu lạc bộ                           | Mùa giải                             | Giải    | Giải      | Cup     | Cup       | Châu Âu | Châu Âu   | Khác    | Khác      | Tổng số | Tổng số   |
| Câu lạc bộ                           | Mùa giải                             | Số trận | Bàn thắng | Số trận | Bàn thắng | Số trận | Bàn thắng | Số trận | Bàn thắng | Số trận | Bàn thắng |
| ------------------------------------ | ------------------------------------ | ------- | --------- | ------- | --------- | ------- | --------- | ------- | --------- | ------- | --------- |
| Cesena                               | 1981–82                              | -       | -         | ?       | ?         | ?       | ?         | ?       | ?         | ?       | ?         |
| Forlì                                | 1982–83                              | 11      | 0         | ?       | ?         | ?       | ?         | ?       | ?         | ?       | ?         |
| Cesena                               | 1983–84                              | -       | -         | ?       | ?         | ?       | ?         | ?       | ?         | ?       | ?         |
| Empoli                               | 1984–85                              | -       | -         | ?       | ?         | ?       | ?         | ?       | ?         | ?       | ?         |
| Rondinella                           | 1985–86                              | 28      | 0         | ?       | ?         | ?       | ?         | ?       | ?         | ?       | ?         |
| Cesena                               | 1986–87                              | 33      | 0         | ?       | ?         | ?       | ?         | ?       | ?         | ?       | ?         |
| Cesena                               | 1987–88                              | 27      | 0         | ?       | ?         | ?       | ?         | ?       | ?         | ?       | ?         |
| Cesena                               | 1988–89                              | 33      | 0         | ?       | ?         | ?       | ?         | ?       | ?         | ?       | ?         |
| Cesena                               | 1989–90                              | 34      | 0         | ?       | ?         | ?       | ?         | ?       | ?         | ?       | ?         |
| Milan                                | 1990–91                              | 9       | 0         | 8       | 0         | 1       | 0         | -       | -         | 18      | 0         |
| Milan                                | 1991–92                              | 30      | 0         | 2       | 0         | -       | -         | -       | -         | 32      | 0         |
| Milan                                | 1992–93                              | 27      | 0         | 6       | 0         | 6       | 0         | -       | -         | 39      | 0         |
| Milan                                | 1993–94                              | 31      | 0         | -       | -         | 13      | 0         | 2       | 0         | 46      | 0         |
| Milan                                | 1994–95                              | 34      | 0         | -       | -         | 13      | 0         | 2       | 0         | 49      | 0         |
| Milan                                | 1995–96                              | 34      | 0         | -       | -         | -       | -         | -       | -         | 34      | 0         |
| Milan                                | 1996–97                              | 26      | 0         | 3       | 0         | 6       | 0         | 1       | 0         | 36      | 0         |
| Milan                                | 1997–98                              | 17      | 0         | 10      | 0         | -       | -         | -       | -         | 27      | 0         |
| Milan                                | 1998–99                              | 13      | 0         | 3       | 0         | -       | -         | -       | -         | 16      | 0         |
| Milan                                | 1999–00                              | 5       | 0         | 4       | 0         | -       | -         | 1       | 0         | 10      | 0         |
| Milan                                | 2000–01                              | 14      | 0         | 2       | 0         | 1       | 0         | -       | -         | 17      | 0         |
| Milan                                | 2001–02                              | -       | -         | 5       | 0         | 1       | 0         | -       | -         | 6       | 0         |
| Perugia                              | 2002–03                              | 12      | 0         | ?       | ?         | ?       | ?         | ?       | ?         | ?       | ?         |
| Tổng số trận thi đấu cho Milan       | Tổng số trận thi đấu cho Milan       | 240     | 0         | 43      | 0         | 41      | 0         | 6       | 0         | 330     | 0         |
| Tổng số trận thi đấu trong sự nghiệp | Tổng số trận thi đấu trong sự nghiệp | 418     | 0         | ?       | ?         | ?       | ?         | ?       | ?         | ?       | ?         |

*Châu Âu là bao gồm các UEFA Champions League, Cúp châu Âu và Siêu cúp châu Âu
*Khác bao gồm Siêu cúp Ý và Cúp Liên lục địa

## Câu lạc bộ
Milan
- UEFA Champions League: 1993–94
- Siêu cúp bóng đá châu Âu: 1990, 1994
- Cúp bóng đá liên lục địa: 1990
- Serie A: 1991–92, 1992–93, 1993–94, 1995–96, 1998–99
- Siêu cúp bóng đá Ý: 1992, 1993, 1994

### Cá nhân
- Phòng Danh dự của A.C. Milan[19]